# Il trionfo di Emilia
Il trionfo di Emilia è un'opera in due atti di Francesco Sampieri, su libretto di Gaetano Rossi. La prima rappresentazione ebbe luogo al Teatro della Pergola di Firenze nel carnevale del 1821.

## Trama
La scena è in Roma
La trama si basa vagamente sul mitico episodio relativo a Claudia Quinta (nel dramma chiamata Emilia per la musica) che vuole che questa donna, per riscattare la sua fama di superficialità, trascinò a riva la nave col simulacro della Magna Mater con le sue sole forze. A questa struttura si aggiunge l'amore fra Emilia ed il console Scipione, ed il malanimo del perfido tribuno Sempronio che, respinto dalla donna, la accusa di aver avuto una tresca con Fabio, un amico di Scipione, ucciso in realtà dal tribuno stesso dato che questi era intervenuto in difesa di Emilia mentre Sempronio cercava di violentarla. La donna riuscirà comunque a riscattare il proprio nome come detto, e l'opera finirà nel giubilo, col ricongiungimento di Scipione ed Emilia ed il perdono di Sempronio. 

## Struttura musicale
- Sinfonia

### Atto I
- N. 1 - Introduzione Quale orror!... Qual nube scura (Coro, Licinio)
- N. 2 - Duetto fra Emilia e Sempronio Lasciami, vanne indegno
- N. 3 - Coro e Cavatina di Scipione Ecco di guerra il fulmine - Se per voi la morte a fronte (Scipione, Coro)
- N. 4 - Aria di Sempronio Voi di Roma, o figli eroi (Sempronio, Coro, Licinio)
- N. 5 - Duetto fra Scipione ed Emilia La fe', l'onor tradisti
- N. 6 - Finale I Alma Dea, che in sen mi vedi (Emilia, Sempronio, Scipione, Albina, Licinio, Coro)

### Atto II
- N. 7 - Duetto fra Sempronio e Scipione Ma il mio cor non serba in petto
- N. 8 - Coro ed Aria di Scipione O Nume de' Numi - Vanne a morte (in dirlo io tremo) (Scipione, Coro)
- N. 9 - Aria di Emilia Voi che dolenti, e taciti (Emilia, Coro)
- N. 10 - Finale II Viva Emilia! Eterna viva (Coro, Sempronio, Emilia, Scipione, Licinio, Albina)